# Tony Carreira
Ne doit pas être confondu avec Tony Carrera.
Pour les articles homonymes, voir Carreira et Antunes.
Tony Carreira [ˈtoni kɐˈʁɐjɾɐ], de son vrai nom António Manuel Mateus Antunes, est un chanteur de variété et auteur-compositeur-interprète portugais, né le 30 décembre 1963 à Armadouro (Pampilhosa da Serra) (Portugal). Très populaire dans son pays mais surtout au sein de la communauté portugaise de France et de Suisse. Il chante en portugais ainsi qu'en français.

## Biographie
António Manuel Mateus Antunes est né d'un père maçon et d'une mère femme de ménage. C'est au Armadouro, un petit village de la province Beira Baixa au Portugal qu'il passe sa petite enfance jusqu'à son envol pour la France avec ses parents à l'âge de 6 ans. Il commence à rêver de chanson, notamment en découvrant des artistes comme Mike Brant, mais ce n'est que beaucoup plus tard, à Paris, que son rêve devient réalité. Arrivé à Dourdan à l'âge de 10 ans, il y suit son cursus scolaire jusqu'à l'âge de 16 ans. Il travaille ensuite dans une usine de charcuterie avec sa mère jusqu'à l'âge de 26 ans. Il vit en région parisienne jusqu'à l'âge de 23 ou 24 ans. Il devient guitariste et chanteur dans un groupe nommé Irmãos 5 ("Frères 5") et se produit au sein de la communauté portugaise en France.
C'est en 1988 que le nom de scène « Tony Carreira » est choisi par son producteur français Patrick Oliver, lors d'une session d'enregistrement en studio de son premier album. En mars de cette même année, il réussit finalement à enregistrer son premier single Uma Noite A teu Lado dans le cadre de sa participation au Prémio Nacional de Música de Figueira da Foz suggéré par son frère José Antunes. Tony Carreira signe en 1990 un contrat de 3 ans avec la maison de disques Discossete et sort son premier album en 1990 avec pour titre Não vou deixar de te amar. Le premier single avec ce label date de 1991 et s'intitule É Verão Portugal. L'album qui le fait connaître du grand public est Ai destino, Ai destino écrit par Ricardo Landum, l'auteur-compositeur qui le suit encore aujourd'hui. Il est un des rares artistes portugais à remplir les salles telles que le Pavillon Atlantique, le Zénith de Paris et l'Olympia.
Il vit à Dourdan jusqu'en 2000 où après la naissance de sa fille Sara, il part vivre avec sa famille au Portugal. Tony se marie en 1985 avec Fernanda Araújo. De cette union sont nés trois enfants : Mickael, David et Sara.
Pour ses 25 ans de carrière, Tony Carreira donne 4 concerts à Lisbonne où 25 000 personnes viennent l'applaudir chaque soir.
En février 2014 sort Nos fiançailles, France/Portugal, album de duos de chansons populaires accompagné par des chanteurs francophones : Natasha St-Pier, Vincent Niclo, Gérard Lenorman, Michel Sardou, Dany Brillant, Serge Lama, Anggun, Didier Barbelivien, Lisa Angell et Hélène Ségara.
En août 2014, il met fin à son mariage avec Fernanda Araújo après 28 ans de vie commune.
Il perd sa fille, Sara Carreira, le 5 décembre 2020 des suites d’un accident de voiture survenu à Lisbonne. 
Il lui dediera une chanson "diz me" .
Le 2 mai 2021 soit le jour de la fête des mères au Portugal, Tony Carreira annonce officiellement sur les réseaux sociaux la fondation d'une association à la mémoire de sa fille, Associação Sara Carreira avec le soutien de son ex-femme, Fernanda et ses deux fils, Mickael et David. Elle a pour but d'attribuer des bourses d'études à destination d'enfants défavorisés afin qu'ils réalisent leur rêve.

## Discographie

### Albums
| Année | Album                            | Label               |
| ----- | -------------------------------- | ------------------- |
| 1991  | Não vou deixar de te amar        | Discossete          |
| 1992  | Canta Canta Portugal             | Discossete          |
| 1992  | Boca marota                      | Espacial            |
| 1993  | Português de alma e coração      | Espacial            |
| 1994  | Adeus amigo                      | Espacial            |
| 1995  | Ai destino                       | Espacial            |
| 1996  | Adeus até um dia                 | Espacial            |
| 1997  | Coração Perdido                  | Espacial            |
| 1998  | Sonhado, sonhado                 | Espacial            |
| 1999  | Dois corações sozinhos           | Espacial            |
| 2001  | Cantor de sonhos                 | Espacial            |
| 2003  | Passionita lolita                | Pomme               |
| 2004  | Vagabundo por Amor               | Espacial            |
| 2006  | A vida que eu escolhi            | Espacial            |
| 2008  | O homem que sou                  | Farol Musica        |
| 2010  | Reste                            | EOL Productions     |
| 2010  | O Mesmo de Sempre                | Farol Musica        |
| 2014  | Nos fiançailles, France/Portugal | Sony Music Smart    |
| 2014  | Sempre                           | Farol               |
| 2016  | Mon Fado                         | Sony Music Smart    |
| 2017  | Le cœur des femmes               | Columbia Sony Music |
| 2017  | Sempre Mais                      | Sony Music          |
| 2021  | Recomeçar                        | Sony Music          |

### Compilations
| Année | Compilation                         | Label        |
| ----- | ----------------------------------- | ------------ |
| 2008  | Best of - 20 Anos de Canções        | Espacial     |
| 2011  | Best of - 20 Anos de Canções Vol. 2 | Espacial     |
| 2012  | Essencial                           | Farol Musica |

### Albums live
| Année | Album                         | Label    | Pistes supplémentaires |
| ----- | ----------------------------- | -------- | --- |
| 2000  | Ao vivo no Olympia            | Espacial | |
| 2003  | Ao vivo no Pavilhão Atlântico | Espacial | 2 chansons studio inédites : Tudo em mim et Com a escola da vida                                                                                             |
| 2006  | Ao vivo no Coliseu            | Espacial | 2 chansons studio inédites : Mesmo que seja mentira et É melhor (dizer adeus) (ces chansons seront la même année réunies dans l'album A vida que eu escolhi) |